# California (Hawk Nelson)
California è il primo EP degli Hawk Nelson, pubblicato nel 2004.
Contiene tre canzoni, che si trovano anche nel loro album Letters to the President.

## Tracce
1. Every Little Thing – 3:07
2. California – 2:52
3. Things We Go Through – 2:31

## Formazione
- Jason Dunn - voce
- Daniel Biro - basso
- Dave Clark - chitarra
- Matt Paige - batteria